# 伊達みらい農業協同組合
伊達みらい農業協同組合（だてみらいのうぎょうきょうどうくみあい）は、かつて存在した福島県伊達市に本店を置き、福島県伊達市、伊達郡桑折町、伊達郡国見町で事業を行なう農業協同組合。通称JA伊達みらい。

## 沿革
- 1995年（平成7年）3月1日 - 伊達郡内の保原町、桑折町、国見町、伊達町、霊山町、月舘町の6町、6つの農業協同組合が合併し、JA伊達みらい誕生
- 1997年（平成9年）3月 - 梁川町農業協同組合との合併
- 1999年（平成11年）6月 - 農産物直売所「こらんしょ市場」オープン
- 1999年（平成11年）9月 - 保原ライスセンター落成式
- 1999年（平成11年）11月 - ヘルパーステーションオープン
- 2002年（平成14年）10月 - 農産物直売所「あたご」オープン
- 2002年（平成14年）10月 - 農産物直売所「こらんしょ市場」移転オープン
- 2006年（平成18年）7月 - みらいアグリサービス株式会社設立
- 2009年（平成21年）7月 - 農産物直売所 みらい百彩館「んめ～べ」オープン
- 2009年（平成21年）9月 - 伊達市配食サービス開始
- 2011年（平成23年）3月 - 東日本大震災発生
- 2011年（平成23年）秋 - 福島第一原子力発電所事故により、あんぽ柿加工自粛・出荷停止
- 2013年（平成25年）秋 - 自粛していたあんぽ柿の加工を再開
- 2013年（平成25年）12月 - あんぽ柿の出荷を再開
- 2016年（平成28年）3月 - 福島県北部の新ふくしま農業協同組合、伊達みらい農業協同組合、みちのく安達農業協同組合、そうま農業協同組合、4つの農業協同組合が合併し、「ふくしま未来農業協同組合」として誕生

## 主な生産品
- 果樹（モモ・リンゴ・イチゴ・ブドウ・あんぽ柿など）
- 米
- キュウリ、エンドウ類、菌茸類
- 畜産
- 花卉